# Кастелнуово Боценте
Кастелнуо̀во Боцѐнте (на италиански: Castelnuovo Bozzente; на ломбардски: Castelnöf, Кащелньоф) е село и община в Северна Италия, провинция Комо, регион Ломбардия. Разположено е на 398 m надморска височина. Населението на общината е 905 души (към 2017 г.).